# Idioma socotrí
El socotrí (autónimo: méthel d-saqátri; árabe اللغة السقطرية al-luġat al-suquṭrīyah) es el idioma nativo de los socotríes, los habitantes de la isla de Socotora frente a las costas de Yemen. Es un idioma semítico. Puesto que las mujeres de Socotra tienen prohibido abandonar la isla, es muy raro encontrar hablantes de socotrí en el Yemen continental. Esto hace que el idioma esté separado del resto de Yemen. En la isla de Socotra también se habla el árabe.

## Escritura
El socotrí es una lengua eminentemente oral, aunque en 2014 el lingüista ruso Vitaly Naumkin propuso un sistema de escritura basado en el alfabeto árabe. Algunos autores ya habían utilizado la escritura árabe para transcribir el socotrí, en particular Fahd Salim en la colección de poemas مختارات من الأدب السقطري publicada en 2006 o incluso en ciertos artículos de la revista Soqotra.net. Ya en 1994, ʿAbdalah Musallam Qasim había publicado كتانة السقطرية con una ortografía similar a la utilizada por Naumkin. 
| ا‎ | ب‎ | ت‎ | ث‎ | ج‎ | ح‎ | خ‎ | د‎ | ذ‎ | ر‎ | ز‎ | س‎ | ش‎ | ص‎ | ض‎ | ط‎ | ظ‎ | ع‎ | غ‎ | ف‎ | ق‎ | ك‎ | ل‎ | م‎ | ن‎ | ه‎ | و‎ | ي‎ | ڛ‎ | ڞ‎ | چ‎ | ڸ‎ |